# Залив Корфа
Зали́в Корфа — залив Берингова моря на северо-восточном побережье полуострова Камчатка. Административно входит в Олюторский район Камчатского края России.
Назван в 1885 году в честь первого генерал-губернатора Приамурского края А. Н. Корфа (первые названия — Люторское море, Олюторская губа).
Расположен между полуостровами Говена и Ильпинским по соседству с заливами Олюторским и Карагинским. В залив впадает много рек, крупнейшие: Вывенка и Култушная. В северной части залива находятся бухты Скрытая, Сибирь, Скобелева, а в юго-западной — Гека.
В заливе обитают моржи и различные виды рыб. Заходят киты. Промысловые виды: лососёвые, олюторская сельдь, треска, навага, корюшка, камбала.
Населённые пункты на побережье: Тиличики и Вывенка, а также заброшенные Култушино, Олюторка, Медвежка. Кроме того, расположенный на берегу залива посёлок Корф был разрушен Олюторским землетрясением и в 2012 году официально упразднён, однако не до конца покинут жителями.

## История
Первые сведения о заливе относятся к 1697 году и даны В. В. Атласовым. В XVIII веке залив был исследован. Первая гидрографическая съемка была проведена во время Первой Камчатской экспедиции В. И. Беринга с бота «Св. Гавриил» в 1728 году, тогда же на карту было нанесено очертание побережья залива.
Во время Второй Камчатской экспедиции В. И. Беринга — А. И. Чирикова студент С. П. Крашенинников составил первое опросное описание залива. Он же нанес залив на карту достаточно точно. В 1776 году этот район нанёс на карту И. Синдт в ходе экспедиции на галиоте «Св. Екатерина».
Детальное гидрографическое исследование залива провёл в 1885 году Ф. К. Гек, тогда же по результатам его исследований была выпущена первая частная карта залива.
Корфский залив является местом нереста олюторской сельди, что отразилось на истории хозяйственного освоения этих вод. 24 августа 1927 году был основан Корфский рыбокомбинат, для которого на протяжении последующих почти 50 лет сельдь была основным сырьевым объектом. Комбинат представлял собой сеть сезонных и постоянных береговых баз для лова, приёмки и переработки рыбы. При некоторых из этих баз возникли посёлки. После запрета промысла сельди в 1975 году в связи с резким уменьшением её популяции, многие базы и посёлки были ликвидированы.
| Сёла и рыбные базы на берегах залива Корфа (нумерация баз по состоянию на начало 1930-х) | Сёла и рыбные базы на берегах залива Корфа (нумерация баз по состоянию на начало 1930-х) | Сёла и рыбные базы на берегах залива Корфа (нумерация баз по состоянию на начало 1930-х) | Сёла и рыбные базы на берегах залива Корфа (нумерация баз по состоянию на начало 1930-х) | Сёла и рыбные базы на берегах залива Корфа (нумерация баз по состоянию на начало 1930-х) | Сёла и рыбные базы на берегах залива Корфа (нумерация баз по состоянию на начало 1930-х) | Сёла и рыбные базы на берегах залива Корфа (нумерация баз по состоянию на начало 1930-х) | Сёла и рыбные базы на берегах залива Корфа (нумерация баз по состоянию на начало 1930-х) |
| База                                                                                     | Село                                                                                     | Специализация                                                                            | Расположение                                                                             | Координаты                                                                               | Откр. базы/сёла                                                                          | Закр. базы/сёла                                                                          | Состояние                                                                                |
| ---------------------------------------------------------------------------------------- | ---------------------------------------------------------------------------------------- | ---------------------------------------------------------------------------------------- | ---------------------------------------------------------------------------------------- | ---------------------------------------------------------------------------------------- | ---------------------------------------------------------------------------------------- | ---------------------------------------------------------------------------------------- | ---------------------------------------------------------------------------------------- |
| База № 1                                                                                 | Гека                                                                                     | Сельдь, меньше — лосось                                                                  | Бухта Гека                                                                               | 60°01′25″ с. ш. 165°08′29″ в. д.                                                         | 1927/1927                                                                                | 1967/1965                                                                                | Оставлены                                                                                |
| База № 2                                                                                 | Усть-Вывенка                                                                             | Заготовка сплавленного леса, с 1940 г. — лососёвые                                       | Устье Вывенки                                                                            | 60°11′46″ с. ш. 165°30′06″ в. д.                                                         | /1930                                                                                    | /2010-е                                                                                  | Оставлены                                                                                |
| База № 3                                                                                 | Вывенка                                                                                  | Лососёвые                                                                                | Устье Вывенки                                                                            | 60°11′24″ с. ш. 165°28′51″ в. д.                                                         | 1929/до 1832                                                                             | -/-                                                                                      | Действует                                                                                |
| База № 4                                                                                 | Скалистый                                                                                | Преимущественно, лососёвые, меньше — сельдь, частиковые                                  | 7 км на северо-восток от устья Вывенки                                                   | 60°12′42″ с. ш. 165°34′03″ в. д.                                                         |                                                                                          | 1961/1965                                                                                | Оставлены                                                                                |
| Угольные Копи                                                                            | Медвежка                                                                                 | Разработка угольного месторождения                                                       | Устье ручья Бол. Медвежка                                                                | 60°15′43″ с. ш. 165°45′02″ в. д.                                                         | /1929                                                                                    | 2000-е/2000-е                                                                            | Оставлены                                                                                |
| База № 5                                                                                 | Корф                                                                                     | Центральная база Корфовского комбината                                                   | Коса Корфа                                                                               | 60°22′03″ с. ш. 166°00′37″ в. д.                                                         | 1927/между 1923 и 1925                                                                   | /2012                                                                                    | Село не до конца оставлено жителями                                                      |
| -                                                                                        | Тиличики                                                                                 | Районный центр                                                                           | Бухта Скрытая                                                                            | 60°25′53″ с. ш. 166°04′27″ в. д.                                                         | -/1898                                                                                   | -/-                                                                                      | Действует                                                                                |
| Корфовская МРС (моторно-ремонтная станция)                                               | Корфовская МРС                                                                           | Техническое обслуживание комбината                                                       | Коса Корфа                                                                               | 60°26′12″ с. ш. 166°08′03″ в. д.                                                         | 1940/1940                                                                                | 1966/1966                                                                                | Оставлены                                                                                |
| Кирпичный завод                                                                          | Кирпичный                                                                                | Промкомбинат Корфовского рыбокомбината                                                   | Устье Талалаевки                                                                         | 60°26′43″ с. ш. 166°08′46″ в. д.                                                         | 1935/                                                                                    | 1960-е/1975                                                                              | Оставлены                                                                                |
| База № 6                                                                                 | Сибирское                                                                                | Сельдь, меньше лососёвые                                                                 | Коса Конохвал                                                                            | 60°26′33″ с. ш. 166°11′29″ в. д.                                                         | /1927                                                                                    | /1975                                                                                    | Оставлены                                                                                |
| База № 7                                                                                 | -                                                                                        | Сельдь                                                                                   | Коса Конохвал                                                                            | 60°26′47″ с. ш. 166°13′48″ в. д.                                                         | /-                                                                                       | 1938/-                                                                                   | Оставлена                                                                                |
| -                                                                                        | Култушино (Култушное)                                                                    | Национальное село                                                                        | Бухта Сибирь                                                                             | 60°28′20″ с. ш. 166°17′20″ в. д.                                                         | -/до 1925                                                                                | -/1979                                                                                   | Оставлено                                                                                |
| База № 8                                                                                 | Олюторка                                                                                 | Лососёвые                                                                                | Бухта Скобелева                                                                          | 60°22′00″ с. ш. 166°16′51″ в. д.                                                         | /1933                                                                                    | 1938/1975                                                                                | Оставлены                                                                                |
| База № 9                                                                                 | -                                                                                        | Лососёвые                                                                                | в 3,5 км северо-западнее м. Песчаный                                                     | 60°08′13″ с. ш. 166°15′50″ в. д.                                                         | /-                                                                                       | 1957/-                                                                                   | Оставлена                                                                                |